# Nigar Camal
Nigar Camal (* 7. September 1980 in Baku) ist eine aserbaidschanische Sängerin.

## Leben
Nigar Camal wuchs bei ihren Großeltern auf. Sie besuchte ein Gymnasium und lernte Saxophon spielen. Auch sang sie im Chor und trat mit der Band Pöhrə auf. Sie spricht vier Sprachen: Aserbaidschanisch, Türkisch, Englisch und Russisch. 2001 schloss sie ein Studium in den Fächern Wirtschaft und Unternehmensführung an der Khazar Universität in ihrer Heimatstadt ab.
Am 11. Februar 2011 gewann sie beim aserbaidschanischen Vorentscheid Milli seçim turu und vertrat daraufhin gemeinsam mit dem neun Jahre jüngeren Eldar Qasımov unter dem Duettnamen „Ell & Nikki“ ihr Heimatland beim Eurovision Song Contest 2011 in Düsseldorf. Am 10. Mai 2011 präsentierten sie die von Stefan Örn, Sandra Bjurman und Iain Farguhanson geschriebene englischsprachige Ballade Running Scared im ersten ESC-Halbfinale. Vier Tage später gewannen sie mit 221 Punkten das Finale.
Mit Crush on You erschien im Dezember 2011 die erste Solosingle und mit Play With Me im August 2012 das Debütalbum der Sängerin. Hier nennt sie sich Nikki Jamal.
Camal ist seit 2005 verheiratet und Mutter zweier Töchter (* 2006 und * 2007). Sie lebt mit ihrer Familie in Großbritannien.

## Diskografie

### Alben
- 2014: Play With Me

### Singles
| - 2011: Running Scared (mit Eldar Qasımov) - 2011: Crush On You - 2012: Qal (mit Miri Yusif) - 2012: Come Into My World (mit Dima Bilan) - 2012: Play With Me - 2012: One With The Music - 2012: Sevdiyimə nifrət edirəm - 2015: Broken Dreams - 2015: Herhalde (mit Berksan) - 2018: Səndən Uzaq - 2019: Get Həyatımdan | - 2019: Nəfəsim-Qəlbim (mit Aygün Bəylər) - 2021: Şəhidlər (mit Aygün Bəylər) - 2021: Hara Gedirsən - 2021: 10 İl Sonra (mit Eldar) - 2022: Qoy Getsin (mit Eldar) - 2022: Gəl Qucaqla Məni - 2024: Peşmanam - 2025: Sevdim - 2025: Unutsan - 2025: Bizi Yollar Səsləyir - 2025: Axtarmasan |